# Takoví jsme nebyli
Takoví jsme nebyli (v anglickém originále The Way We Weren't) je 20. díl 15. řady (celkem 333.) amerického animovaného seriálu Simpsonovi. Scénář napsal J. Stewart Burns a díl režíroval Mike B. Anderson. V USA měl premiéru dne 9. května 2004 na stanici Fox Broadcasting Company a v Česku byl poprvé vysílán 28. ledna 2007 na stanici ČT2.

## Děj
Když se Homer a Bart pohádají o láhev piva, kterou chce Milhouse vypít, dostanou se k rodinnému soudu Simpsonových, který se koná v obývacím pokoji a jemuž předsedá Líza. Bart vyzve Homera, aby řekl, jestli se někdy jako desetiletý líbal s dívkou, ale když Marge řekne, že Homer se s ní poprvé líbal na střední škole, Homer se přizná, že to nebyl jeho první polibek. Vzpomíná, že když mu bylo 10 let, jel na tábor pro znevýhodněné chlapce s názvem Camp See-A-Tree, kde se seznámil s Lennym, Carlem a Vočkem. Ukázalo se, že po večerech byl letní tábor spíše vězením, protože všichni museli pracovat jako sluhové v kuchyni v dívčím táboře Camp Land-A-Man na druhé straně jezera, jelikož si kvůli žalobám rodičů chlapecký tábor nemohl dovolit platit poplatky. Homer jednoho dne našel rovnátka a vrátil je dívce, která je ztratila, nicméně ji nemohl vidět, protože je oddělovala stěna kuchyně. Dívka požádala Homera, aby se s ní později večer sešel. Udělal to, i když musel kvůli nehodě s vystřelovacím nožem nosit pásku přes oko. Homer dětem řekne, že to byla nejhezčí dívka, jakou kdy potkal, dokud později nepotkal jejich matku. Marge však všechny překvapí přiznáním, že ona byla tou dívkou, kterou Homer potkal, a že kdyby věděla, že chlapcem je Homer, nikdy by si ho nevzala. Marge vypoví svou verzi příběhu a řekne, že byla s Patty, Selmou, Helenou, Luann a Cookie v táboře Land-A-Man. Zamilovala se do chlapce, který jí vrátil zálohu, ale ostatní dívky uvažovaly, jak by se mohl jmenovat, a shodou okolností se shodli na jméně „Velký ošklivý Homer“, což Homera přimělo vymyslet si falešné jméno Elvis Jagger Abdul-Jabbar. 
V rámci přípravy na rande si Marge vyžehlila vlasy, aby byly rovné, ale omylem je spálila do hněda. Setkala se s Homerem a po dlouhé chvíli rozpaků obou se nakonec políbili, což vedlo k tomu, že se každému z nich zdálo o tom, že jsou v imaginárním ráji (oba jsou stejně barvití, i když Margin ráj je pohádka s vysokou fantazií, zatímco Homerův je temně komediální cukrkandlová země, kde Homer požírá vše živé, co vidí před sebou). Domluvili se, že se následující noc znovu setkají, ale Homer pro Marge nepřišel, a tak Marge čekala celou noc a ráno odešla hluboce zarmoucená. Marge se zmíní, že kvůli Homerovi nemohla léta věřit jinému chlapci. Homer pak podává svou verzi příběhu a vysvětluje, proč se neukázal. Tvrdí, že hned po rande, během něhož dal Marge kámen ve tvaru srdce, který našel, byl tak omámený blahem, že omylem spadl ze skály do jezera a nechal se unášet do tábora pro tlouštíky (Camp Flab-Away), jehož účastníky byli i mladší starosta Quimby, náčelník Wiggum a Komiksák. Chytí ho instruktor tábora, jenž ho nerozlišuje mezi chlapci, kteří se nechají unášet do tábora, a skutečnými účastníky. 
Zatímco byl Homer uvězněn v táboře, zdrcená Marge se rozhodla tábor opustit a zahodila kámen, který jí dal, a jenž se tak rozlomil na dvě části. Homerovi se podařilo z tábora pro tlusté utéct a dostat se do tábora k Marge, ale Marge odešla jen pár vteřin před jeho příchodem a nechala Homera být sexuálně obtěžován Patty a Selmou. Přestože Marge zná pravdu, propadá depresi z toho, co se stalo před 30 lety, a myslí si, že o ni Homer nestál. Homer však dokazuje, že mu na ní skutečně záleželo i několik let po schůzce, když jí ukáže kus rozbitého kamene, který našel. Příjemně překvapená Marge mu prozradí, že si ten druhý kousek nechala (i když ze zcela jiného důvodu – aby jí připomínal, jak krutých věcí jsou muži schopni), a zapomene na minulost. Oba pak skládají části kamene k sobě, aby vytvořili srdce, a líbají se.

## Kulturní odkazy a přijetí
Název epizody odkazuje na film Takoví jsme byli z roku 1973. Stejně tak 12. díl druhé řady nesl název Takoví jsme byli. Tábory See-A-Tree a Land-A-Man jsou poctou sitcomu z 60. let 20. století Camp Runamuck, který se zaměřoval na tábor pro neprivilegované děti a další zcela odlišný tábor pro dívky.
Ke konci, když se Homer přehrabuje ve své schránce na vzpomínky, najde dopis od svého „starého kamaráda“. Pak říká: „Jednou ti odepíšu, Usámo.“.
Tato epizoda byla nominována na cenu Emmy v kategorii vynikající animovaný pořad (za pořad kratší než jedna hodina).